# 4 Devils
4 Devils (también conocida como Four Devils) es una película muda estadounidense de drama dirigida por el director alemán F. W. Murnau y protagonizada por Janet Gaynor. La obra se considera un film perdido.

## Argumento
Un anciano payaso que ya cuida a dos niñas, adopta también a dos niños después de que sus padres fallezcan realizando un salto mortal y enseña el oficio circense a los huérfanos, Charles, Adolf, Marion y Louise (Janet Gaynor, Nancy Drexel, Barry Norton, y Charles Morton), protegiéndolos del brutal dueño del circo. Con los años se convierten en una afamado cuarteto de trapecistas, los Cuatro Diablos. Dos de ellos, Charles y Marion, están enamorados pero, mientras actúan en el Cirque Olympia de París, Charles cae en las redes de una elegante dama. Marion lo acaba sabiendo y deprimida pierde la concentración necesaria en su trabajo, y durante uno de los actos, sufre una caída. La joven sobrevive y Charles se da cuenta de su falta cuando el payaso y Adolf le recriminan su conducta, pero él ha cambiado, se pelea con ellos y regresa con la dama.
Marion decide ir junto a ella y suplicarle, pero es en vano. Al salir de la casa se encuentra con Charles, que le pide disculpas y decide romper con la seductora. Esta no piensa renunciar a él y va al circo de nuevo, y tras la actuación le vuelve a convencer de que vuelva con ella.
Llega el día de la actuación final de los Cuatro Diablos y Charles llega en el último momento, porque su amante lo ha entretenido y emborrachado a propósito para que se quedara. Marion, al verlo, decide que es preferible que los dos mueran a dejarlo en manos de esa mujer. Durante el número del salto mortal sin red, en lugar de lanzarle el trapecio solo, lo lanza agarrada a él. Charles se ve obligado a sujetarse a ella, que no puede soportar el peso y ambos caen y mueren.

## Reparto
| Actor                | Personaje    | Notas                      |
| -------------------- | ------------ | -------------------------- |
| Janet Gaynor         | Marion       |                            |
| Anne Shirley         | Marion niña  | Acreditada como Dawn O'Day |
| Mary Duncan          | La dama      |                            |
| Anders Randolf       | Cecchi       |                            |
| Barry Norton         | Adolf        |                            |
| Philippe De Lacy     | Adolf niño   |                            |
| Charles Morton       | Charles      |                            |
| Jack Parker          | Charles niño |                            |
| André Cheron         | Viejo roue   |                            |
| George Davis         | Payaso malo  |                            |
| Nancy Drexel         | Louise       |                            |
| Anita Louise         | Louise niña  |                            |
| Wesley Lake          | Viejo payaso |                            |
| J. Farrell MacDonald | Payaso       |                            |
| Claire McDowell      | Mujer        |                            |

## Producción
4 Devils fue estrenada por Fox Film Corporation y producida por William Fox, que había contratado a Murnau para venir a los Estados Unidos. El trabajo se vio obstaculizado por los encontronazos entre el director y los productores. El coautor del guion Mayer abandonó el proyecto, por lo que el guion fue completado por Marion Orth y Berthold Viertel en Alemania. Tras el término del rodaje, Murnau abandonó Fox. Inicialmente lanzada como muda con una partitura musical sincronizada y efectos de sonido en octubre de 1928, recaudó 100,000 dólares en Nueva York, pero debido a la locura desatada por la aparición del sonoro, Fox la retiró de la distribución y ordenó que se le agregara sonido. Se hizo una versión con un 25% sonoro, incorporando "efectos de sonido sincronizado, música y secuencias de diálogo", realizada sin la cooperación ni la aprobación de Murnau, que además, aunque la reacción del público en el preestreno había sido positiva, se había visto forzado a filmar un nuevo final, feliz, en que ambos sobreviven a la caída y él renuncia a la mujer fatal.

## Estado de preservación

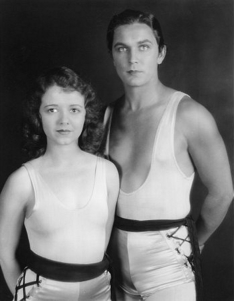
Janet Gaynor y Richard Morton en un fotograma de la película.

No se conoce ninguna copia superviviente, encontrándose 4 Devils entre las películas perdidas más buscadas de la época muda. Los detalles de la película se incluyeron entre los extras del DVD de Amanecer, lanzado por Fox como parte de su colección 20th Century Fox Classics.
El historiador y coleccionista de cine William K. Everson declaró que la única copia superviviente la perdió la actriz Mary Duncan, que la había tomado prestada de los Fox Studios para un pase privado en 1948. Martin Koerber, conservador de Deutsche Kinemathek, se mostraba esperanzado de que Duncan la guardara, y que sus herederos, si los hay, pudieran tenerla todavía.

## Otras adaptaciones
La novela de Herman Bang fue adaptada al cine por primera vez en 1911 por Robert Dinesen y Alfred Lind, y la última en 1985 por Anders Refn.